# لوچ اسکانک
اسکانک لوچ (نام علمی: Yasuhikotakia morleti)، که به نام‌های اسکنک بوتیا یا لوچ هورا نیز شناخته می‌شود، گونه‌ای از لوچ‌ها است که در حوضه رودخانه مکونگ در هندوچین و همچنین حوضه رودهای چائو فرایا و مای کلانگ کشور تایلند یافت می‌شود. حداکثر اندازه آن تقریباً ۱۰ سانتیمتر (۳٫۹ اینچ) است. این گونه در رودخانه‌های متوسط تا بزرگ در دمای ۲۶–۳۰ درجه سلسیوس (۷۹–۸۶ درجه فارنهایت) پی‌اچ بین ۶ تا ۸٫۰ و سختی آب بین ۵٫۰ تا ۱۲٫۰زندگی می‌کند. از سخت پوستان زنده، حشرات، حلزون‌ها و سایر بی مهرگان تغذیه می‌کند.